# Köklüce
Köklüce ist ein Dorf (Köy) im Landkreis Mazgirt der türkischen Provinz Tunceli. Im Jahr 2011 lebten in Köklüce 40 Menschen.
Der ursprüngliche Ortsname lautete Kabun.